# Michał Fiszer
Michał Andrzej Fiszer (ur. 14 września 1962 w Łodzi) – polski żołnierz, mjr rez. pilot, ekspert wojskowy, dziennikarz, wykładowca studiów strategicznych w prywatnej uczelni Collegium Civitas.

## Życiorys
Wychował się w Łodzi. Ojciec mjr Fiszera był inżynierem w zakładzie papierniczym, a matka nauczycielką. Od 16 roku życia latał na szybowcach w Aeroklubie Łódzkim, wiosną 1981 zaczął szkolenie na Zlinie 42M. W tym samym roku zdał egzamin maturalny.
W lipcu 1981 przeszedł kurs Lotniczego Przysposobienia Wojskowego w Krośnie, a w Aeroklubie Pomorskim odbył szkolenie na samolocie Zlin 526F. Po ukończeniu szkolenia we wrześniu 1981 wstąpił do Wyższej Oficerskiej Szkoły Lotniczej w Dęblinie.
Po ukończeniu WOSL otrzymał przydział do 8 pułku lotnictwa myśliwsko-bombowego w Mirosławcu, gdzie latał na samolotach Lim-6M. Po zdobyciu II klasy pilota wojskowego otrzymał przydział do 40 pułku lotnictwa myśliwsko-bombowego w Świdwinie, gdzie przeszkolił się na Su-22. Po dwóch latach powrócił do 8 plmb w Mirosławcu, wraz z przezbrojeniem tej jednostki na Su-22. Otrzymał uprawnienia instruktorskie i został dowódcą klucza lotniczego. Później był szefem rozpoznania powietrznego eskadry, pełnił obowiązki zastępcy dowódcy eskadry. Łącznie wylatał ponad 1000 godzin na szybowcach i na samolotach różnych typów.
Uczestniczył w misjach wojskowych w byłej Jugosławii (od grudnia 1992, do grudnia 1993). Był również obserwatorem wojskowym misji ONZ UNIKOM w Iraku i w Kuwejcie. Od 1995 pełni służbę jako analityk w Oddziale Rozpoznania w Dowództwie Sił Powietrznych. Od 1997 pełnił służbę w WSI w Oddziale Łącznikowym Biura Ataszatów Wojskowych, z czego rok był obserwatorem wojskowym w Iraku i Kuwejcie. W 2000 oficjalnie przeszedł do rezerwy. Obecnie pobiera emeryturę wojskową, od 2006 do 2008 r. był półetatowym pracownikiem cywilnym wojska.
Michał Fiszer pracuje również jako dziennikarz. Jego artykuły można znaleźć m.in. w: „Najwyższym CZASIE!”, „Lotnictwie” (od 2000 jest z-cą redaktora naczelnego), "Polityce", amerykańskim czasopiśmie „Journal of Electronic Defense” oraz w „Angorze”. Jest autorem, wraz z synem Jackiem Fiszerem, cyklu artykułów w "Polityce" komentujących wojnę w Ukrainie (2022). W wyborach do Parlamentu Europejskiego w 2004 kandydował z listy Unii Polityki Realnej.
W połowie lat 90 XX w. ukończył studia magisterskie na wydziale Dziennikarstwa i Nauk Politycznych Uniwersytetu Warszawskiego. W latach 2004–2008 ukończył studia doktoranckie w Akademii Obrony Narodowej, w 2009 r. obronił doktorat ze sztuki operacyjnej lotnictwa. Obecnie wykładowca w Collegium Civitas.
Michał Fiszer występował w Faktach TVN i TVN24 jako ekspert m.in. w czasie inwazji wojsk sprzymierzonych na Irak w 2003, po katastrofie C-295M pod Mirosławcem oraz po katastrofie polskiego Tu-154M w Smoleńsku.

## Życie prywatne
Ma żonę Elżbietę, dwie córki: Natalię (ur. 1985 r.) i Agatę (ur. 1992 r.) oraz syna Jacka (ur. 1992 r., bliźniak Agaty) i Michała (ur. 2014 r.).

## Wybrane publikacje
- Lotnictwo w osiąganiu celów strategicznych operacji militarnych, Warszawa, Wydawnictwo Trio, 2011,
- Czy Polska się obroni?, Warszawa, 3S Media, 2020.